# Janusz Białek
Janusz Białek (ur. 10 października 1955 w Żelechowie) – polski piłkarz i trener piłkarski.

## Kariera piłkarska
Janusz Białek jest wychowankiem Sępa Żelechów; grał też w AZS AWF Warszawa i Stal Mielec. W składzie tej ostatniej drużyny zajął trzecie miejsce w pierwszej lidze, co dało jemu i całej drużynie możliwość grania w rozgrywkach Pucharu UEFA. Karierę piłkarską przerwała kontuzja (złamanie kości piszczelowej i strzałkowej prawej nogi) spowodowana wślizgiem Waldemara Podolskiego, ojca Lukasa, reprezentanta Niemiec w piłce nożnej.

## Kariera trenerska
W Stali Mielec rozpoczął także karierę szkoleniową. Był asystentem Grzegorza Laty w Olimpii Poznań, gdy drużyna awansowała do pierwszej ligi. Do 16 stycznia 2013 był trenerem reprezentacji Polski U-19. Na stanowisku zastąpił go Marcin Sasal.

## Sukcesy
- Aluminium Konin (dojście do finału Pucharu Polski)
- Polonia Warszawa (gra w Pucharze UEFA)